# Grecs du roi

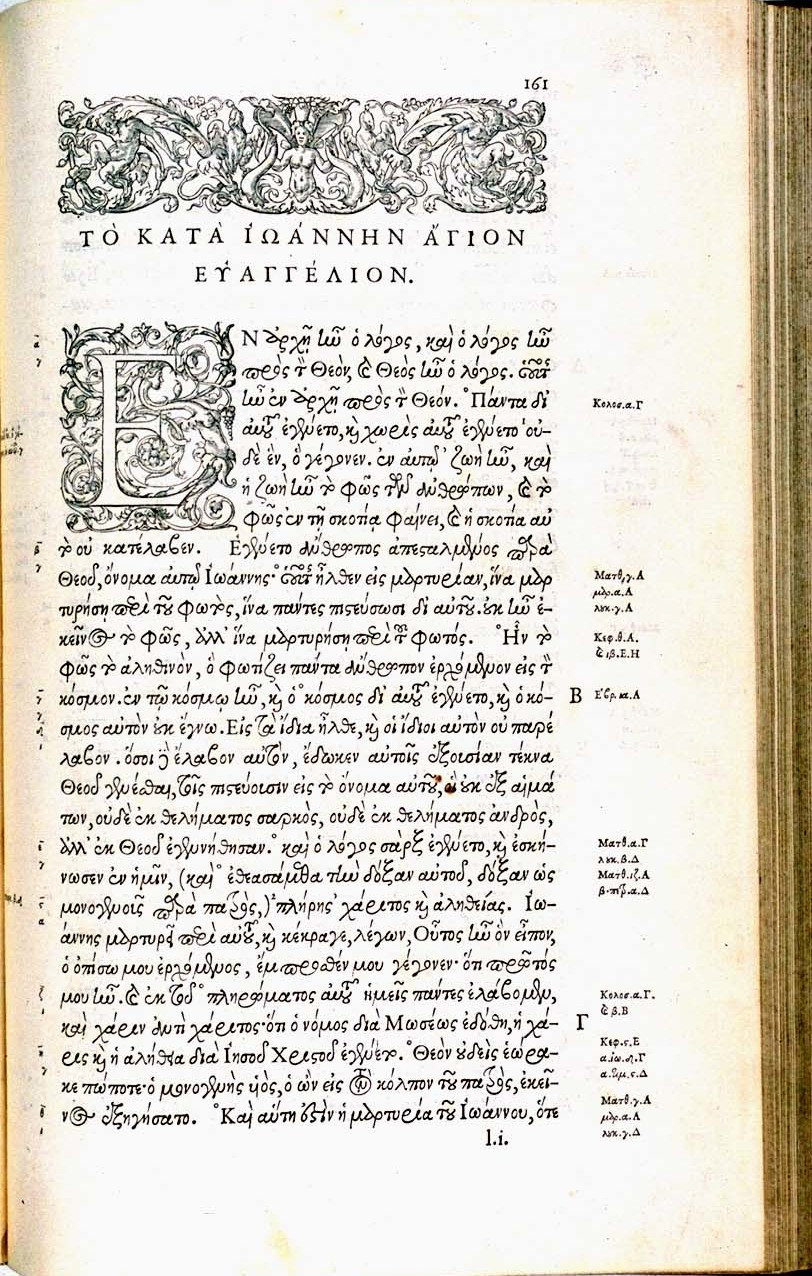
L'édition de 1550 du Nouveau Testament par Robert Estienne a été composée avec les Grecs du roi de Garamont.

Les Grecs du roi sont une police de caractères grecs conçue par Claude Garamont entre 1540 et 1550 et contenant un très grand nombre de ligatures.
Les Grecs du roi ont été commandés le 2 novembre 1540 par Pierre Duchâtel, au nom du Roi François 1er de France, à l'imprimeur Robert Estienne.
À charge de l'imprimeur de faire tailler par le graveur de lettres Claude Garamont des poinçons de lettres grecques à partir des modèles et instructions du calligraphe d’origine crétoise Ange Vergèce, écrivain en lettre grecque du roi.
Ange Vergèce fixe le nombre et la grandeur des lettres. La taille des poinçons ainsi que la frappe des matrices se font sous sa direction.
Le 1er octobre 1541, 225 livres tournois sont versées au nom de Robert Estienne pour qu’il les remette à Claude Garamont, tailleur et fondeur de lettres « sur et en déduction du paiement des poinçons de lettres grecques qu’il a entrepris et promis de tailler et mettre ès mains dudict Estienne, à mesure qu’il les fera, pour servir à imprimer livres en grec, pour mectre en nos librayries».
La particularité des jeux de caractère des Grecs du roi est l’introduction par Garamont d’accents et d’esprits avec des lettres crénées. Il a exercé sa virtuosité dans les nombreuses ligatures et le traitement de caractères d’abréviations.
Chaque nouveau corps donne lieu à la publication par Robert Estienne d’un alphabet : en 1548, pour le cicéro, en 1550, pour le gros parangon. Le premier ouvrage imprimé avec les Grecs du roi est l’Histoire ecclésiastique d’Eusèbe de Césarée en 1544 (Eusebius, Ecclesiasticae historiae) avec une épître dédicatoire à François Ier rédigée par Robert Estienne.
La réalisation de l’ensemble des caractères demande près de dix ans de travail à Claude Garamont. En 1543, le jeu de caractères en corps moyen de 16 points, dit « gros romain » est achevé, en 1546 le petit corps de 9 points dit « cicéro » et en 1550 le gros corps de 20 points dit « gros parangon ».
Les poinçons sont les lettres types gravées dans un acier dur servant à imprimer les matrices en cuivre dans lesquelles sont ensuite fondus les caractères en plomb.
L'affaire dite du "vol des Grecs du roi" concerne les matrices emportées à Genève en 1550 par Robert Estienne et engagées par son fils Henri pour payer des dettes. Les envoyés de Louis XIII négocient le rachat de ces matrices à Genève et celles-ci sont confiées après 1640 à l’Imprimerie royale.
« C’est semble-t-il dans le même temps qu’a lieu la redécouverte de leurs poinçons originaux, oubliés dans une « layette» en bois conservée à la Chambre des comptes, qui rejoignent également l’Imprimerie royale. ».

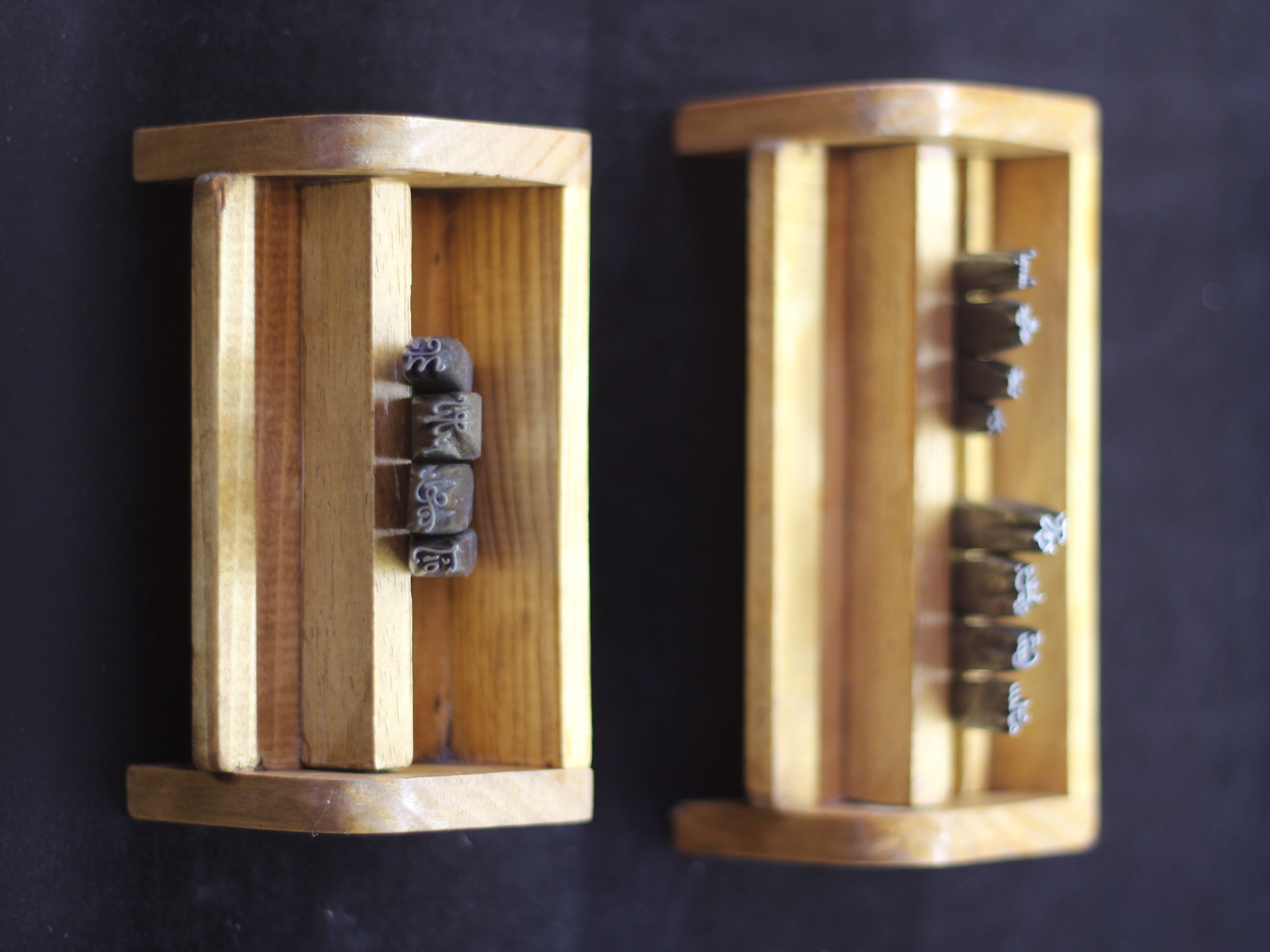
Les poinçons originaux des Grecs du roi de Claude Garamont sont la propriété de l'état français.

Les 2937 poinçons typographiques d’origine sont classés aux Monuments historiques depuis 1946 et conservés à l’Imprimerie Nationale dans le cabinet des Poinçons.